# Brefeldina A
La brefeldina A è una tossina fungina prodotta dal fungo Eupenicillium brefeldianum, ma è anche un inibitore del trasporto endocellulare dal reticolo endoplasmatico all'apparato di Golgi, ed è stato osservato inibire anche la transcitosi a livello del rene del cane.
Il target cellulare della brefeldina A sembra essere un certo tipo di Guanine nucleotide exchange factors (GEFs) o fattori di scambio del GTP responsabili dell'attivazione di una GTPasi chiamata ARF1p. Questa Arf1p, a sua volta, è coinvolta nella formazione di vescicole di trasporto reclutate dalle proteine di rivestimento delle membrane intracellulari.
La brefeldina A è stata inizialmente isolata per essere utilizzata come antivirale, ma ora viene usata soprattutto per studiare il trasporto delle proteine.
La brefeldina A in presenza dell'enzima CD38 forma un metabolita che è in grado di inibire i processi di regolazione cellulare mediati dal complesso molecolare CtBP1/BARS, bloccando così la duplicazione cellulare.